# Tarachina werneri
Tarachina werneri är en bönsyrseart som beskrevs av Lucien Chopard 1914. Tarachina werneri ingår i släktet Tarachina och familjen Iridopterygidae. Inga underarter finns listade i Catalogue of Life.